# Đại học Đà Nẵng
Đại học Đà Nẵng (tiếng Anh: The University of Da Nang – UDN) là một trong ba hệ thống đại học vùng của Việt Nam, có trụ sở chính được đặt tại Đà Nẵng, được thành lập vào ngày 4 tháng 4 năm 1994 theo Nghị định số 32/CP của Chính phủ, được xếp vào nhóm đại học trọng điểm quốc gia, là một trụ cột trong hệ thống giáo dục bậc cao của Việt Nam.
Ngoài đào tạo, Đại học Đà Nẵng đồng thời là trung tâm nghiên cứu của khu vực Miền Trung – Tây Nguyên trên các lĩnh vực: khoa học kỹ thuật, công nghệ, kinh tế. Trong đó, các ngành về khoa học kỹ thuật, công nghệ, kinh tế được xem như thế mạnh của Đại học Đà Nẵng, đã có uy tín trong khu vực và cả nước.
Theo Chính phủ Việt Nam, dự án quy hoạch Đại học Đà Nẵng là khu chức năng đặc thù, là trung tâm giáo dục đào tạo và nghiên cứu khoa học đa ngành, đa lĩnh vực cấp quốc gia và quốc tế. Vì thế, Đại học Đà Nẵng được quan tâm đầu tư để trở thành Đại học Quốc gia Đà Nẵng, một trong ba trung tâm đào tạo, nghiên cứu khoa học hàng đầu cả nước.

## Lịch sử
Đại học Đà Nẵng được thành lập theo Nghị định số 32/CP ngày 4 tháng 4 năm 1994 của Thủ tướng Chính phủ trên cơ sở hợp nhất và tổ chức lại các trường đại học trên địa bàn tỉnh Quảng Nam – Đà Nẵng:
- Trường Đại học Bách khoa Đà Nẵng.
- Trường Đại học Sư phạm Ngoại ngữ Đà Nẵng.
- Trường Cao đẳng Sư phạm Quảng Nam – Đà Nẵng.
- Trường Công nhân Kỹ thuật Nguyễn Văn Trỗi.

Trong những năm đầu thành lập, Đại học Đà Nẵng gồm các trường thành viên:
- Trường Đại học Đại cương.
- Trường Đại học Kinh tế và Quản trị kinh doanh.
- Trường Đại học Kỹ thuật.
- Trường Đại học Sư phạm.
- Trường Cao đẳng Công nghệ.[9]

Năm 1998, trường Đại học Đại cương giải thể theo chủ trương của Chính phủ Việt Nam về thay đổi tổ chức các đại học quốc gia, đại học vùng. Năm 2002, Trường Đại học Ngoại ngữ được thành lập trên cơ sở tách và tổ chức lại 5 khoa ngoại ngữ của Trường Đại học Sư phạm. Trong hai năm tiếp theo, Trường Cao đẳng Công nghệ thông tin được thành lập; Trường Đại học Kỹ thuật và Trường Đại học Kinh tế và Quản trị Kinh doanh lần lượt được đổi tên thành Trường Đại học Bách khoa và Trường Đại học Kinh tế. Năm 2007 và 2008, Phân hiệu của Đại học Đà Nẵng tại Kon Tum và Khoa Y Dược trực thuộc Đại học Đà Nẵng được thành lập.
Năm 2014, Đại học Đà Nẵng phối hợp với Hội đồng Anh và Đại học Aston (Vương quốc Anh) tổ chức ra mắt Viện Nghiên cứu và Đào tạo Việt–Anh. Cùng năm, Khoa Giáo dục Thể chất và Trung tâm Thể thao được thành lập trên cơ sở Trung tâm Giáo dục Thể chất. Năm 2017, tiếp tục thành lập Khoa Công nghệ và Khoa Công nghệ thông tin và truyền thông. Tháng 12 cùng năm, thành lập Trường Đại học Sư phạm Kỹ thuật trên cơ sở nâng cấp Trường Cao đẳng Công nghệ và Khoa Sư phạm Kỹ thuật thuộc Trường Đại học Bách khoa.
Tháng 1 năm 2020, thành lập Trường Đại học Công nghệ thông tin và Truyền thông Việt – Hàn trên cơ sở sáp nhập và nâng cấp Khoa Công nghệ thông tin thuộc Đại học Đà Nẵng, Trường Cao đẳng Công nghệ thông tin thuộc Đại học Đà Nẵng, Trường Cao đẳng Công nghệ thông tin và Truyền thông Hữu nghị Việt – Hàn thuộc Bộ Thông tin và Truyền thông và trở thành trường thành viên đầu tiên nằm trong quy hoạch Khu Đô thị Đại học Đà Nẵng. Tháng 11 cùng năm, thành lập Khoa Giáo dục Quốc phòng và An ninh.

## Hội đồng Đại học–Ban Giám đốc Đại học Đà Nẵng

### Chủ tịch Hội đồng
- TS Phan Minh Đức – Bí thư Đảng ủy (Nguyên Phó Hiệu trưởng Trường Đại học Bách khoa)

### Giám đốc
- PGS.TS Nguyễn Ngọc Vũ – Thành ủy viên (Nguyên Vụ trưởng Vụ Kế hoạch – Tài chính, Bộ Giáo dục và Đào tạo)

### Phó Giám đốc
- GS.TS Lê Quang Sơn – Nguyên Phó Hiệu trưởng Trường Đại học Sư phạm.[20]
- PGS.TS Lê Thành Bắc – Nguyên Chánh Văn phòng Đại học Đà Nẵng.[21][22]
- PGS.TS Nguyễn Mạnh Toàn - Nguyên Chủ tịch Hội đồng Trường Đại học Kinh tế - Đại học Đà Nẵng

### Giám đốc Đại học Đà Nẵng qua các thời kỳ
| STT | Giám đốc                 | Thời gian   | Ghi chú | Nguồn                |
| --- | ------------------------ | ----------- | --- | -------------------- |
| 1   | GS.TSKH. Phan Kỳ Phùng   | 1995 – 1999 | Nguyên Hiệu trưởng Trường Đại học Bách khoa, đã mất                                                                                 | [ 23 ] [ 24 ]        |
| 2   | GS.TSKH. Phan Quang Xưng | 1999 – 2005 | Hiện là Hiệu trưởng Trường Cao Đẳng Phương Đông Đà Nẵng                                                                             | [ 25 ] [ 26 ] [ 27 ] |
| 3   | GS.TSKH Bùi Văn Ga       | 2005 – 2010 | Nguyên Thứ trưởng Bộ Giáo dục & Đào tạo Việt Nam, Hiệu trưởng Trường Đại học Bách khoa, Hiệu trưởng Trường Đại học Sư phạm Kỹ thuật | [ 28 ] [ 29 ] [ 30 ] |
| 4   | GS.TS Trần Văn Nam       | 2010 – 2018 | Nguyên Hiệu trưởng Trường Đại học Bách khoa                                                                                         | [ 17 ] [ 31 ]        |
| 5   | PGS.TS Nguyễn Ngọc Vũ    | 2018 – nay  | Nguyên Vụ trưởng Vụ Kế hoạch – Tài chính, Bộ Giáo dục và Đào tạo                                                                    | [ 32 ] [ 33 ] [ 34 ] |

## Các đơn vị trực thuộc

### Các trường đại học thành viên
Hiện nay, Đại học Đà Nẵng bao gồm 6 trường đại học thành viên là các trường sau:
- Trường Đại học Bách khoa: trường đại học chuyên đào tạo kỹ sư đa ngành theo định hướng nghiên cứu và là một trong ba trường Đại học Bách khoa của cả nước, đóng vai trò đầu tàu, dẫn dắt các trường đại học thành viên trong toàn hệ thống.
- Trường Đại học Kinh tế: trường đại học chuyên đào tạo cử nhân quản lý kinh tế, quản trị kinh doanh, ngoại thương, tài chính, thương mại, luật, du lịch... và là một trong ba trường Đại học Kinh tế lớn nhất của cả nước.
- Trường Đại học Sư phạm: trường đại học chuyên đào tạo giáo viên các bậc mầm non, tiểu học, trung học, đào tạo giáo viên chất lượng cao phục vụ cho sự nghiệp giáo dục và phát triển kinh tế - xã hội; đào tạo cử nhân sư phạm, cử nhân khoa học cơ bản về Khoa học tự nhiên và Khoa học xã hội và nhân văn.
- Trường Đại học Ngoại ngữ: trường đại học chuyên đào tạo cử nhân ngoại ngữ, giáo viên ngoại ngữ, đào tạo tiếng Việt dành cho sinh viên nước ngoài và giảng dạy các môn ngoại ngữ cho sinh viên trong toàn hệ thống.
- Trường Đại học Sư phạm Kỹ thuật: trường đại học chuyên đào tạo kỹ sư đa ngành theo định hướng ứng dụng, nghề nghiệp và đào tạo giáo viên cho các trường dạy nghề, trung học chuyên nghiệp.
- Trường Đại học Công nghệ thông tin và Truyền thông Việt – Hàn: trường đại học chuyên đào tạo kỹ sư, cử nhân các chuyên ngành về công nghệ 4.0, công nghệ thông tin, truyền thông và kinh tế số, trong đó có sự hợp tác, giúp đỡ của Chính phủ Hàn Quốc, và là một trong ba trường Đại học Công nghệ thông tin và truyền thông của cả nước.

### Các trường
- Trường Y Dược: trường là cơ sở đào tạo đại học các ngành về y, dược, điều dưỡng. Trường sẽ là đơn vị nòng cốt của trường Đại học Y Dược, trường đại học thành viên trong tương lai[35].

### Các khoa trực thuộc
- Khoa Giáo dục Thể chất: khoa chuyên đào tạo trình độ đại học các chuyên ngành thể dục thể thao và giảng dạy các môn học Giáo dục thể chất cho sinh viên trong toàn hệ thống.

### Phân viện
- Phân hiệu Đại học Đà Nẵng tại Kon Tum.

### Viện nghiên cứu
- Viện Nghiên cứu và Đào tạo Việt – Anh: viện được xây dựng dựa trên thỏa thuận hợp tác giữa hai chính phủ Việt Nam và Vương quốc Anh nhằm quốc tế hóa đại học công lập Việt Nam, viện sẽ được Đại học Đà Nẵng đầu tư thành Trường Đại học Quốc tế, trường đại học thành viên trong tương lai[36].
- Viện Công nghệ Quốc tế Đà Nẵng (DNIIT).
- Viện Khoa học và Công nghệ Tiên tiến.

### Các trung tâm
- Trung tâm Đào tạo thường xuyên.
- Trung tâm Giáo dục Quốc phòng - An ninh và thể thao
- Trung tâm Phát triển Phần mềm.
- Trung tâm Công nghệ thông tin và Học llệu
- Trung tâm Kiểm định chất lượng giáo dục,
- Trung tâm Nghiên cứu và Tư vấn việc làm, Du học tự túc
- Trung tâm Hợp tác Doanh nghiệp.
- Trung tâm Thiết kế kỹ thuật tiên tiến.
- Trung tâm Nghiên cứu Quản lý rủi ro và Khoa học an toàn.
- Trung tâm Nhật Bản.
- Trung tâm Y khoa: đóng vai trò cơ sở hạ tầng chăm sóc sức khỏe trong Khu đô thị Đại học Đà Nẵng, chăm sóc sức khỏe cán bộ, giảng viên và nhân dân, cơ sở thực hành chính, nòng cốt cho sinh viên Khoa Y dược. Trong tương lai, trung tâm sẽ phát triển thành Bệnh viện Đại học Y Dược.

### Các ban
- Ban Đào tạo và Đảm bảo chất lượng giáo dục.
- Ban Tổ chức Cán bộ.
- Ban Công tác sinh viên, Quan hệ doanh nghiệp và Truyền thông
- Ban Kế hoạch Tài chính.
- Ban Khoa học và Hợp tác quốc tế.
- Ban Quản lý cơ sở vật chất và Đầu tư.
- Ban Quản lý Dự án ODA.
- Ban Thanh tra và Pháp chế.
- Ban Chỉ huy Quân sự Đại học Đà Nẵng.

## Chất lượng đào tạo

### Cơ sở vật chất
Trụ sở Trung tâm điều hành Đại học Đà Nẵng tại số 41 đường Lê Duẩn, phường Hải Châu I, quận Hải Châu, thành phố Đà Nẵng.
Các trường, phân hiệu thành viên của Đại học Đà Nẵng được xây dựng trên 7 khuôn viên tại thành phố Đà Nẵng và 1 khuôn viên tại thành phố Kon Tum (tỉnh Kon Tum) với tổng diện tích mặt bằng hiện nay trên 80 ha, trong đó diện tích trường Đại học Bách khoa (52,96 ha) rộng nhất trong các trường đại học trên địa bàn thành phố Đà Nẵng. Giảng đường của các trường thành viên hiện đủ chỗ học cho hơn 45.000 sinh viên chính quy và hơn 15.000 sinh viên hệ vừa học vừa làm. Số sinh viên không chính quy còn lại học tại các trung tâm đào tạo thường xuyên của các tỉnh, thành phố và các đơn vị đào tạo liên kết. Ngoài ra, Đại học Đà Nẵng còn có trung tâm Y khoa được bố trí tại trung tâm thành phố Đà Nẵng phục vụ cho việc nghiên cứu, thực hành lâm sàng cho sinh viên ngành Y Dược và trung tâm Thể thao & Giáo dục thể chất với cơ sở giảng dạy thể dục – thể thao hiện đại và là nơi tổ chức các sự kiện văn hóa, thể thao.
Hệ thống ký túc xá của Đại học Đà Nẵng hiện nay gồm 9 tòa nhà năm tầng, 2 tòa nhà bốn tầng và 3 tòa nhà hai tầng, khang trang và tiện nghi, phần lớn có khu vệ sinh khép kín,... đủ chỗ ở nội trú cho hơn 7.000 sinh viên. Tại các khu ký túc xá của các trường thành viên đều có bố trí các phòng tự học, phòng máy tính, câu lạc bộ, phòng tập, sân tập thể dục thể thao, nhà ăn, quầy giải khát...đáp ứng nhu cầu tự học, sinh hoạt, ăn uống và giải trí của sinh viên.

### Đội ngũ cán bộ
Tính đến năm 2021, Đại học Đà Nẵng hiện có khoảng 2.470 giảng viên và nhân viên, trong đó cán bộ giảng dạy là 1.545 người, bao gồm: 7 giáo sư và 106 phó giáo sư, 678 tiến sĩ khoa học và tiến sĩ (trong đó có gần 400 tiến sĩ được đào tạo ở các nước công nghiệp phát triển), 1.142 thạc sĩ. Tỷ lệ giảng viên có trình độ tiến sĩ trở lên chiếm hơn 42.28%, có trường chiếm tỷ lệ cao như Trường Đại học Bách khoa (67.33%), Trường Đại học Sư phạm (50.21%), Trường Đại học Kinh tế (42.96%).
Để tăng cường đội ngũ cán bộ giảng dạy đủ sức đảm đương nhiệm vụ trở thành đại học nghiên cứu trong tương lai, Đại học Đà Nẵng đã tuyển dụng thêm nhiều giảng viên mới và gửi các trường đại học danh tiếng nước ngoài đào tạo sau đại học bằng các nguồn kinh phí khác nhau.

### Quy mô đào tạo
Đại học Đà Nẵng hiện đang đào tạo quy mô hơn 60.000 sinh viên (trong đó gần 55.000 sinh viên chính quy và hơn 1000 học viên cao học, nghiên cứu sinh) đến từ khắp mọi miền đất nước và 800 lưu học sinh quốc tế theo học với 134 chuyên ngành đại học (kỹ thuật – công nghệ, công nghệ cao, khoa học tự nhiên, khoa học xã hội – nhân văn, kinh tế – quản trị kinh doanh, kinh tế số, thương mại – tài chính, sư phạm, ngoại ngữ, y dược, văn hóa – du lịch, luật, báo chí – truyền thông...) với 46 chương trình đào tạo thạc sĩ, 28 chương trình đào tạo tiến sĩ, trong đó có 40 chương trình đào tạo tiên tiến, chất lượng cao, giữ ổn định quy mô đào tạo 60.000 sinh viên qua các năm để nâng cao chất lượng đào tạo; liên tục tái cấu trúc ngành nghề đáp ứng yêu cầu của xã hội; thường xuyên mở các ngành, chuyên ngành mang tính liên ngành, xuyên ngành giữa các trường thành viên. Đại học Đà Nẵng có 28 chương trình đào tạo được công nhận đạt chuẩn quốc tế (25 chương trình theo tiêu chuẩn AUN–QA của Đông Nam Á và 3 chương trình theo tiêu chuẩn CTI của châu Âu), xếp thứ ba Việt Nam.
Hàng năm, chỉ tiêu tuyển sinh mới của Đại học Đà Nẵng là trên 14.000 sinh viên hệ chính quy tập trung và trên 12.000 sinh viên thuộc các loại hình đào tạo khác. Trong những năm gần đây, tuyển sinh đầu vào Đại học Đà Nẵng từ nhiều phương thức khác nhau (xét tuyển dựa trên kết quả thi Trung học phổ thông, xét tuyển học bạ, xét tuyển dựa trên kết quả thi đánh giá năng lực...), luôn thuộc top đầu trong hệ thống các đại học lớn, đại học trọng điểm của Việt Nam, đứng đầu khu vực miền Trung–Tây Nguyên cả về số lượng, điểm chuẩn và chất lượng ở tất cả các ngành, lĩnh vực về khoa học kỹ thuật, công nghệ, kinh tế, sư phạm ngoại ngữ... Những sinh viên đạt thành tích cao trong học tập sẽ được nhận học bổng của nhà nước Việt Nam và của các tổ chức phi chính phủ trong nước và quốc tế. Mỗi năm có hàng trăm sinh viên xuất sắc được gửi đi đào tạo ở các trường đại học nổi tiếng ở các nước có nền giáo dục tiên tiến trên thế giới.
Số lượng thí sinh nhập học vào Đại học Đà Nẵng đa số là các tỉnh, thành miền Trung của Việt Nam, nhiều nhất là Đà Nẵng và tỉnh Quảng Nam, sau đó đến các tỉnh, thành lân cận như Huế, Quảng Trị, Quảng Ngãi, Nghệ An, Hà Tĩnh, Quảng Bình... Số lượng thí sinh của thành phố Đà Nẵng và tỉnh Quảng Nam chiếm hơn 50% trên tổng số thí sinh nhập học. Trường Đại học Bách khoa có sinh viên chủ yếu đến từ thành phố Đà Nẵng, tỉnh Quảng Nam và thành phố Huế. Các trường đại học thành viên còn lại có sinh viên chủ yếu đến từ thành phố Đà Nẵng và tỉnh Quảng Nam.

### Đầu ra và tình hình việc làm
| Trường Đại học Bách khoa                                                                         | 2387 | 1966 | 82,3% | 80,2% | 97,4% |
| Trường Đại học Kinh tế                                                                           | 1573 | 994  | 63,2% | 61.4% | 97,2% |
| Trường Đại học Sư phạm                                                                           | 1397 | 897  | 77,5% | 55,7% | 81%   |
| Trường Đại học Ngoại ngữ                                                                         | 1470 | 1045 | 71%   | 70%   | 98%   |
| Trường Đại học Sư phạm Kỹ thuật (Hệ Cao đẳng)                                                    | 760  | 622  | 82%   | 77,8% | 95%   |
| Phân hiệu Đại học Đà Nẵng tại Kon Tum (hệ Đại học)                                               | 398  | 336  | 84,4% | 100%  | 94,9% |
| Khoa Y Dược (ngành Điều dưỡng)                                                                   | 50   | 41   | 100%  | 72%   | 87,8% |
| Nguồn: Công khai hằng năm bởi Đại học Đà Nẵng website: http://www.udn.vn (Số liệu thống kê 2018) |      |      |       |       |       |

## Hợp tác đào tạo
Đại học Đà Nẵng đã và đang liên kết đào tạo, bồi dưỡng với 40 cơ sở đào tạo trong cả nước, chủ yếu là các tỉnh, thành phố miền Trung, Tây Nguyên và Đồng bằng sông Cửu Long như: trường Đại học Quảng Bình, trường đại học Phạm Văn Đồng, trường Đại học Quy Nhơn, trường Đại học Nha Trang, trường Đại học Đà Lạt, trường Đại học Trà Vinh... Ngoài ra, trường còn liên kết với:
- Các trường đại học của Mỹ đào tạo Chương trình đại học tiên tiến chuyên ngành Điện tử – Viễn thông và Tự động hóa.
- Các trường đại học của Cộng hoà Pháp đào tạo Tiến sĩ Khoa học và Kỹ sư chất lượng cao.
- Một số trường đại học có uy tín trên thế giới đào tạo và cấp bằng có chất lượng Quốc tế như: Kế toán BP–STATOIL, Quản trị doanh nghiệp FNEGE, các bằng về ngoại ngữ TOEFL, IELTS, BEC...

Trong khuôn khổ hợp tác song phương, Đại học Đà Nẵng đã và đang đào tạo chương trình đại học và sau đại học cho khoảng 1.000 sinh viên quốc tế của các nước Lào, Trung Quốc, Hàn Quốc, Nhật Bản, Nga, Đức...và số lượng sinh viên quốc tế đến học tại trường ngày càng tăng nhanh.

## Công bố quốc tế
Việc công bố các bài báo khoa học quốc tế và tăng nhanh số lượng bài báo cáo khoa học đã được Đại học Đà Nẵng chú trọng triển khai thực hiện. Số lượng trích dẫn thống kê đối với 20 tác giả hàng đầu trên Google Scholar của các đại học theo mô hình hai cấp Việt Nam cho thấy Đại học Đà Nẵng đứng thứ ba (8.925 bài) sau Đại học Quốc gia Hà Nội (24.174 bài) và Đại học Quốc gia Thành phố Hồ Chí Minh (13.399 bài). Ngoài ra, Đại học Đà Nẵng đã đưa vào hoạt động Tạp chí Khoa học và Công nghệ dùng để công bố các công trình nghiên cứu khoa học và công nghệ mới, thông tin những tiến bộ về khoa học và công nghệ trong và ngoài nước phục vụ công tác giảng dạy, nghiên cứu và học tập của giảng viên và sinh viên.
Trong năm 2018, cán bộ Đại học Đà Nẵng đã công bố 134 bài báo thuộc danh mục WoS, 37 bài báo SCOPUS, 185 bài báo tạp chí quốc tế, 592 bài báo tạp chí trong nước và 368 bài báo kỷ yếu hội nghị trong và ngoài nước và có số lượng bài báo khoa học công bố quốc tế năm 2018 tăng nhanh nhất trong cả nước, tăng 35% so với năm 2017 và xếp thứ 4 toàn quốc về số lượng bài báo.

## Kế hoạch và mục tiêu

### Mục tiêu và định hướng chiến lược
Trong hơn 25 năm qua của Đại học Đà Nẵng và trên 45 năm lịch sử của các trường thành viên, Đại học Đà Nẵng đã cung cấp cho các tỉnh miền Trung – Tây Nguyên nhiều cử nhân, kỹ sư, cán bộ... và đang nỗ lực không ngừng xây dựng cho mình một học hiệu chất lượng để hướng tới mục tiêu trở thành đại học nghiên cứu vào năm 2030, đẩy mạnh tự chủ đại học, đổi mới quản trị đại học theo hướng hiện đại, xây dựng đại học thông minh, phấn đấu là một trong những đại học trọng điểm có uy tín hàng đầu ở Việt Nam, một trong ba trung tâm đại học của cả nước, được xếp hạng cao trong hệ thống giáo dục đại học trong khu vực và trên thế giới, sớm trở thành Đại học Quốc gia của Việt Nam.
Theo Nghị quyết số 26-NQ/TW năm 2022, kết luận số 79-KL/TW năm 2024 của Bộ Chính trị Ban Chấp hành Trung ương Đảng Cộng sản Việt Nam, Quy hoạch Quốc gia, chương trình của Thành ủy Đà Nẵng khẳng định chính quyền thành phố Đà Nẵng sẽ tích cực phối hợp cùng với Đại học Đà Nẵng đẩy nhanh tiến độ, thủ tục đầu tư, xây dựng khu đô thị Đại học Đà Nẵng theo quy hoạch đã được Thủ tướng Chính phủ Việt Nam phê duyệt; xúc tiến việc thành lập Trường Đại học Quốc tế thuộc Đại học Đà Nẵng từ Viện Nghiên cứu và Đào tạo Việt – Anh, nâng cấp Trường Y Dược thành Trường Đại học Y Dược thuộc Đại học Đà Nẵng và đề xuất thành lập Đại học Quốc gia Đà Nẵng trên cơ sở sắp xếp lại, đầu tư nâng cấp Đại học Đà Nẵng, các trường đại học trên địa bàn thành phố và địa phương lân cận., đưa nội dung này vào Quy hoạch mạng lưới cơ sở giáo dục Đại học và các cơ sở đào tạo Sư phạm.
Hiện nay, đề án phát triển Đại học Đà Nẵng thành Đại học Quốc gia đã được trình lên Chính phủ Việt Nam. Bộ Giáo dục và Đào tạo đang khẩn trương thực hiện các chỉ đạo của Phó Thủ tướng để có căn cứ pháp lý xem xét việc chuyển đổi hoặc nâng cấp đại học thành Đại học Quốc gia.

### Tự chủ đại học
Nhà nước Việt Nam trong những năm qua đã liên tục ban hành các chính sách nhằm thúc đẩy tự chủ đại học. Tự chủ là xu thế tất yếu, bắt buộc để thúc đẩy phát triển giáo dục đại học, là điều kiện cần thiết để thực hiện đổi mới phương thức quản trị đại học tiên tiến nhằm cải tiến và nâng cao chất lượng đào tạo. Nội dung cốt lõi của tự chủ đại học xoay quanh 3 trụ cột chính đó là: tự chủ về tổ chức, tự chủ về tài chính và tự chủ về học thuật. Đại học Đà Nẵng luôn thúc đẩy tự chủ đại học ở các trường thành viên và các đơn vị trực thuộc.
Năm 2017, Trường Đại học Kinh tế là trường đại học đầu tiên tại thành phố Đà Nẵng, khu vực Miền Trung–Tây Nguyên và là một trong 23 trường đại học trên cả nước chuyển đổi theo hướng tự chủ và tự chịu trách nhiệm trong đó có tự chủ tài chính.
Năm 2022, Trường Đại học Bách khoa, Viện Nghiên cứu và Đào tạo Việt – Anh bắt đầu thực hiện tự chủ chi thường xuyên.

## Thành tích đạt được

### Khen thưởng
- Huân chương Độc lập hạng Ba (năm 2010).[43][44]
- Huân chương Lao động hạng Nhất (năm 2004).[45]
- Huân chương Lao động hạng Ba (năm 2021, do nước Cộng hòa Dân chủ Nhân dân Lào trao tặng).
- Huân chương Lao động hạng Nhì (năm 2009, do nước Cộng hòa Dân chủ Nhân dân Lào trao tặng).[46]

### Cựu sinh viên tiêu biểu
- Phan Thăng An: Phó trưởng Ban Tổ chức Trung ương Đảng Cộng sản Việt Nam.
- Ngô Đông Hải: Phó trưởng Ban Tuyên giáo Trung ương Đảng Cộng sản Việt Nam, nguyên Bí thư Tỉnh ủy Thái Bình.
- Lương Nguyễn Minh Triết: Bí thư Tỉnh ủy Quảng Nam.
- Lê Trường Lưu: cựu sinh viên (khóa 82K6), Bí thư Tỉnh ủy, Chủ tịch Hội đồng nhân dân tỉnh Thừa Thiên Huế[47]
- Phạm Ngọc Nghị: Chủ tịch Ủy ban nhân dân tỉnh Đắk Lắk.
- Hà Ban: nguyên Phó trưởng Ban Tổ chức Trung ương Đảng Cộng sản Việt Nam.
- GS.TSKH. Bùi Văn Ga (2005-2010): nguyên Thứ trưởng Bộ Giáo dục và Đào tạo.
- Trần Đình Nhân: nguyên tổng Giám đốc Tập đoàn Điện lực Việt Nam.
- Lê Đức Vinh là cựu sinh viên (khóa X1, 1983 của Khoa Xây dựng, trường Đại học Bách khoa Đà Nẵng, nay là Khoa Xây dựng Dân dụng và Công nghiệp), nguyên Chủ tịch Ủy ban nhân dân tỉnh Khánh Hòa.
- Phạm Như Ánh: Tổng Giám đốc của Ngân hàng Thương mại Cổ phần Quân đội (MB).
- Huỳnh Thị Thanh Thủy: Hoa hậu Việt Nam 2022, Đăng quang Hoa hậu Quốc tế 2024.
- Nguyễn Hà Kiều Loan: Á hậu 1 Hoa hậu Thế giới Việt Nam 2019.